# Tetracera macphersonii
Tetracera macphersonii är en tvåhjärtbladig växtart som beskrevs av G. Aymard C. Tetracera macphersonii ingår i släktet Tetracera och familjen Dilleniaceae. Inga underarter finns listade i Catalogue of Life.